# Bufeta hipoactiva
La síndrome de la bufeta hipoactiva (SBHA) descriu símptomes de dificultat amb el buidatge de la bufeta, com ara la dificultat a l'hora d'iniciar el flux, un flux deficient o intermitent o sensacions de buidatge incomplet de la bufeta. La troballa d'una força física o d'una durada insuficients en l'activitat del detrusor que garanteixi un buidatge eficient de la bufeta s'anomena correctament "infraactivitat del detrusor" (IAD). Històricament, l'SBHA i l'IAD (a més d'altres com ara "inactivitat de la bufeta") s'han utilitzat sovint indistintament, donant lloc a confusió tant terminològica com fisiopatològica.
Els pacients amb bufeta hipoactiva tenen una sensació disminuïda d'ompliment de la bufeta i, en conseqüència, sovint es troba que tenen una IAD com a troballa subjacent, però l'obstrucció de la sortida de la bufeta i, amb menys freqüència, la hipersensibilitat al volum es poden associar amb els símptomes de l'SBHA.